# حرب التحرير (1989–1990)
حرب التحرير هي صراع عسكري ضمن المرحلة الأخيرة من الحرب الأهلية اللبنانية بين 1989 و1990، وتواجه فيها الجيش اللبناني الموالي لرئيس الحكومة العسكرية ميشال عون ضد القوات المسلحة السورية المتواجدة في لبنان إلى جانب وحدات الجيش اللبناني الموالية لرئيس الجمهورية إلياس الهراوي ورئيس الحكومة سليم الحص. حُسم النزاع في 13 أكتوبر 1990 عندما اقتحم الجيش السوري القصر الجمهوري ومعاقل عون الرئيسية، وراح ضحيّتها مئات المدنيين والعسكريين اللبنانيين، وإنتهت معها الحرب الأهلية اللبنانية.

## حرب التحرير

### بداية الحرب
في 14 مارس، أعلن ميشال عون الحرب على الجيش السوري الذي كان يحتلّ ثلثي الأراضي اللبنانيّة في تلك الفترة. سبق هذا الإعلان مجموعة من الاشتباكات بين الميليشيات والمجموعات العسكرية الموالية لسوريا ضد الجيش اللبناني.
في اليوم التالي، قام الجيش بقصف بيروت الغربية، وردّ عليها الجيش السوري مباشرةً بقصف بيروت الشرقية. خلال تبادل القصف هذا، قتل 40 شخصًا وأصيب 165 آخرون. في 20 مارس، قام الطرفان بقصف كسروان، البقاع، عاليه، المتن، الشوف ومطار بيروت، وأدى ذلك مرّة أخرى إلى 6 قتلى و21 مصابًا. حتى 31 مارس، وصل أعداد القتلى إلى 101 والمصابين إلى 474.

### عون تحت الحصار
بين 9 و11 أغسطس، أسقطت القوات السورية أكثر من 20 ألف قنبلة في بيروت الشرقية. في سبتمبر 1989، فرض إلياس الهراوي حصارًا على المناطق التابعة لعون في بيروت، ما ترك أكثر من 500 ألف من سكانها تحت خطر نقص المواد الغذائية والطبيّة.

### حرب الإلغاء
في يناير 1990، شنّ عون هجومًا على القوات اللبنانيّة في بيروت الشرقية، وقتل أكثر من 1000 شخصًا خلال الأشهر التالية. في مارس، أعلن عون وقف القتال وصرّح باستعداه للموافقة على اتّفاق الطائف بشرط القيام ببعض التعديلات عليه.

### القوات اللبنانية تسلّم الأراضي للحكومة اللبنانية
في 1 أبريل 1990، عيّنت الحكومة اللبنانية العميد إيلي الحايك في مهمّة لإدخال الأراضي التابعة للقوات اللبنانية تحت سيطرتها. كان ذلك جزئًا من الاتّفاق بين جعجع والهراوي والذي ينصّ على أن تسطير الحكومة على ثلثي المناطق المسيحيّة مقابل عدم المسّ بميليشيا القوات اللبنانية خلال الفترة الحالية.
على الرغم من ذلك، صرّح عون علنًا بأنّه لا يعترف بشرعية أي اتّفاق أو تحالف بين الحكومة والقوات اللبنانية. مع أنّ حرب الإلغاء كانت تحدث بشكل رئيسيّ في بيروت الشرقية والمناطق القريبة منها حتى المتن، إلا أن تسليم الأراضي بدأ من كسروان حتى بربارا.
مع مايو، كانت القوات اللبنانية قد سيطرت على الشريط الساحلي من جونية وحتى بيروت، ما أدّى لقطع الامدادات لحكومة عون بشكل رئيسي. بالإضافة إلى ذلك، إستقبل جعجع الحايك في ثكنة تابعة للقوات في جونية، كإشارة لاستعداده للتعاون مع الحكومة، ومتحديًا بذلك رفض عون للتحالف بينهما. أدّت هذه التطوّرات إلى جانب دعم الجيش السوري إلى تحويل ضفّة الموازين باتّجاه اتّفاق الطائف والحكومة اللبنانية.

### عملية 13 تشرين الأول
بعد أشهر من المناوشات، قام الجيش السوري إلى جانب الميليشيات المتحالفة معها وأبرزها الحزب التقدمي الاشتراكي وحركة أمل بإجتياح مقرّ الحكومة في بيروت الشرقية برئاسة عون، الذي كان قد نجا قبل يوم واحد من محاولة اغتيال. في 11 أكتوبر، طلب الهراوي تدخّلًا عسكريًا حاسمًا من سوريا لإنهاء «تمرد» ميشال عون. في الليلة التالية، ضيّقت القوات السورية الخناق حول المناطق المسيحية، ونشرت دبابات ومدرّعات في الضواحي الشيعية وحول سوق الغرب في جنوب بعبدا. للمرة الأولى منذ معركة سهل البقاع في 1982، دخلت القوات الجوية السورية مجال الجو اللبناني، بهدف قصف معاقل ميشال عون. أستخدمت سبع طائرات سوخوي اس يو 24 المصنوعة في الاتحاد السوفيتي من أجل هذه العملية فقط. بالإضافة إلى ذلك، حصل الرئيس السوري حافظ الأسد على الضوء الأخضر من المجتمع الدولي، مقابل موافقته على المشاركة في حرب الخليج الثانية بحوالي 10 آلاف جندي و200 دبابة.
سرعان ما تم اجتياح المناطق العونية، وفي حين كان من الواضح أن المواجهة الرئيسية كانت عسكرية، فقد تحول المهاجمون بعد ذلك في كثير من الحالات إلى النهب، وأعدم جنود الجيش السوري مئات من جنود الجيش والمدنيين بإجراءات موجزه عندما رسخوا قبضتهم على العاصمة.

## النتيجة
يمثل الهجوم على حكومة عون نهاية الحرب الأهلية اللبنانية. ستهيمن سوريا على الحياة السياسية في البلد للسنوات الخمس عشرة التالية، تحت رعاية اتفاق الطائف.

## انظر ايضاً
- حرب الإلغاء
- الوصاية السورية على لبنان